# Redeemer of Souls
| 전문가 평가      | 전문가 평가 |
| 총 점수          | 총 점수     |
| 출처             | 점수        |
| ---------------- | ----------- |
| AnyDecentMusic?  | 6.7/10      |
| 메타크리틱       | 73/100      |
| 평가 점수        |             |
| 출처             | 점수        |
| About.com        | [ 3 ]       |
| AllMusic         | [ 4 ]       |
| Blabbermouth     | 8/10        |
| Drowned in Sound | 7/10        |
| Loudwire         | [ 7 ]       |
| Metal Hammer     | 8/10        |
| PopMatters       | 9/10        |
| Revolver         | [ 10 ]      |
| Rolling Stone    | [ 11 ]      |
| Sputnikmusic     | 3/5         |

《Redeemer of Souls》는 2014년 7월 8일, 미국에서, 7월 11일, 유럽에서, 7월 14일, 영국에서 발매된 영국의 헤비 메탈 밴드 주다스 프리스트의 열일곱 번째 스튜디오 음반이다. 2011년 밴드를 탈퇴하고 새로운 기타리스트 리치 폴크너로 대체된 K. K. 다우닝이 없는 그들의 첫 번째 음반이다. 이 음반은 또한 글렌 팁톤이 프로듀싱한 밴드의 마지막 음반이기도 하다. 이 음반은 발매 첫 주에 미국에서 약 32,000장이 팔려 빌보드 200 차트에서 6위를 기록했다. 2016년 2월 현재 미국에서 110,000장이 팔렸다.

## 배경
2011년 1월 27일, 주다스 프리스트는 이전에 발표된 Epitaph World Tour라는 제목의 작별 투어 때문에 그룹의 최종 음반에 대한 새로운 자료를 작성 중이라고 발표했지만, 밴드는 Epitaph World Tour가 "절대 밴드의 끝이 아니다"라고 밝혔다. 5월 26일 로스앤젤레스에서 열린 기자회견에서 글렌 팁톤은 "그것은 상당히 혼합된 가방입니다. 정말이지 이번 음반에 대한 감성이 더 강해요. 어떻게 보면 저희 마지막 음반은 아닐지 몰라도 고별 음반이기도 하겠죠. 그 곳에는 팬들에게 경의를 표하는 몇 개의 국가가 있습니다."
2011년 4월, 창립 멤버인 K. K. 다우닝은 밴드와의 차이와 그들의 관계 해체를 이유로 탈퇴를 발표했다. 로렌 해리스의 밴드의 기타리스트인 리치 폴크너가 그의 후임으로 발표되었다.
2011년 8월, 롭 핼퍼드는 《빌보드》와 인터뷰에서 자신과 팁톤이 새 스튜디오 음반을 위해 "약 12곡 또는 14곡의 트랙을 완전히 계획했다"고 말했다. 그리고 나서 그는 네 개의 트랙이 이미 녹음되고 혼합되었다고 말했고 다음 해에 새로운 음반이 나올 것이라고 암시했다. 하지만, 그 해는 발매를 보지 못한 채 끝났다. 2012년 8월 《빌보드》와의 또 다른 인터뷰에서 핼퍼드는 밴드가 음반에 시간을 할애하고 있으며 확실한 발매일을 밝히지 않았다고 말했다.
2013년 12월, 밴드는 공식 웹사이트에 짧은 크리스마스 메시지를 발표했고, 2014년 중 음반을 발매할 것임을 확인했다.
2014년 3월 17일 캘리포니아주 로스앤젤레스에서 열린 로니 제임스 디오 어워드에서 핼퍼드는 음반이 완성되었다고 발표했다. 4월 28일, 밴드는 음반의 제목을 공개하고 공식 웹사이트에 스트리밍 타이틀곡을 공개했다. 트랙 리스트는 4일 후에 발표되었다. 6월 말, 이 음반을 지원하는 20일 간의 미국 투어가 확정되었다.

## 정보
기타리스트 글렌 팁톤은 팬들이 야생 실험을 기대해서는 안 된다고 말했다.
팁톤은 추가 5곡의 트랙이 표준 발매에 포함되지 않은 것은 밴드가 "논의 없는 헤비 메탈 음반 발매"를 선택하면서 선택한 곡들의 일관성이 있었기 때문이라고 설명한다.
디럭스 에디션의 5개의 보너스 트랙은 2014년 레코드 스토어 데이를 위해 《5 Souls》라는 제목의 독립 한정판 10인치 바이닐 LP로 발매되었다.
이 음반의 곡들 중 4곡은 라이브로 공연되었으며, 2019년 투어에서 〈Halls of Valhalla〉, 〈Dragonaut〉, 〈March of the Damed〉 그리고 타이틀곡으로 재등장했다.

## 곡 목록
모든 곡들은 글렌 팁톤, 롭 핼퍼드 그리고 리치 폴크너에 의해 작사/작곡하였다.
| #   | 제목                     | 재생 시간 |
| --- | ------------------------ | --------- |
| 1.  | 〈Dragonaut〉            | 4:26      |
| 2.  | 〈Redeemer of Souls〉    | 3:58      |
| 3.  | 〈Halls of Valhalla〉    | 6:04      |
| 4.  | 〈Sword of Damocles〉    | 4:54      |
| 5.  | 〈March of the Damned〉  | 3:55      |
| 6.  | 〈Down in Flames〉       | 3:56      |
| 7.  | 〈Hell & Back〉          | 4:46      |
| 8.  | 〈Cold Blooded〉         | 5:25      |
| 9.  | 〈Metalizer〉            | 4:37      |
| 10. | 〈Crossfire〉            | 3:51      |
| 11. | 〈Secrets of the Dead〉  | 5:41      |
| 12. | 〈Battle Cry〉           | 5:18      |
| 13. | 〈Beginning of the End〉 | 5:07      |